# Busoa jezik
Busoa jezik (ISO 639-3: bup), austronezijski jezik kojim govori 2 300 ljudi (2000 SIL) u selima Busoa i Laompo na jugozapadu otoka Buton u Sulawesima, Indonezija.
Pripada celebeskoj skupini jezika, munanska podskupina. Mnogi se služe i jezikom wolio [wlo]. Ne smije se brakt s jezikom besoa [bep].

## Vanjske poveznice
- Ethnologue (14th)
- Ethnologue (15th)